# براد بوت
براد بوت هو سياسي كندي، ولد في 10 مايو 1967 في أوتاوا في كندا. حزبياً، نشط في حزب المحافظين الكندي. وقد انتخب عضو مجلس العموم الكندي.